# Bret Boone
Bret Robert Boone (El Cajón, California, 6 de abril de 1979), más conocido como Bret Boone, es un exjugador profesional estadounidense de béisbol que se desempeñó en la posición de segunda base en las Grandes Ligas de Béisbol (MLB). Logró obtener cuatro Guantes de Oro.

## Carrera
Boone jugó como profesional dos temporadas en Seattle Mariners (1992-1993), después pasó por varios equipos, Cincinnati Reds (1994-1998), Atlanta Braves (1999), San Diego Padres (2000), Seattle Mariners (2001-2005), y finalmente, se unió a Minnesota Twins, donde jugó una temporada (2005), y fue el equipo en el que se retiró.

## Premios
Fue galardonado con el Guante de Oro en cuatro oportunidades (1998, 2002, 2003 y 2004).